# 円海山

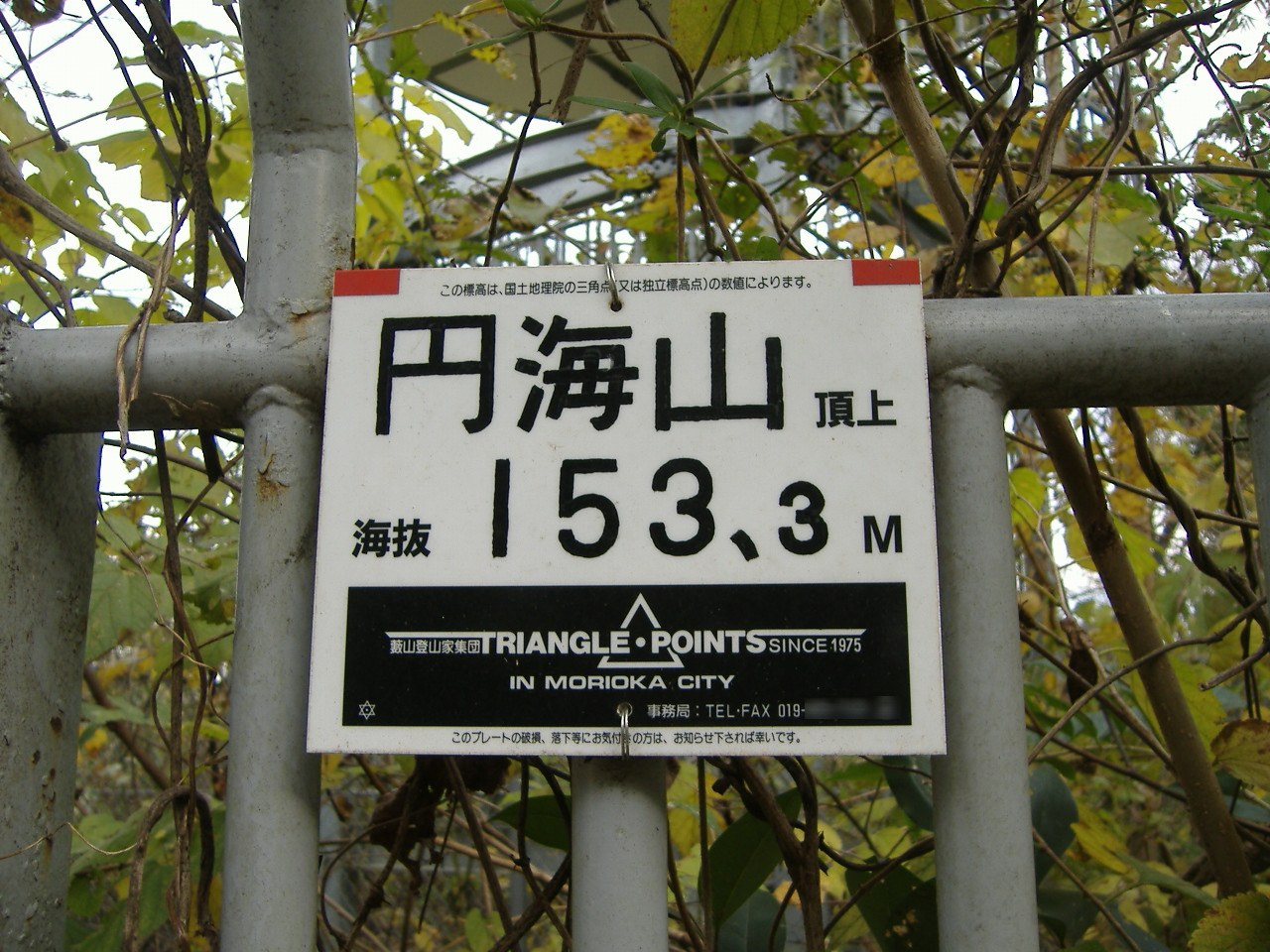
山頂(立入禁止)入り口のプレート

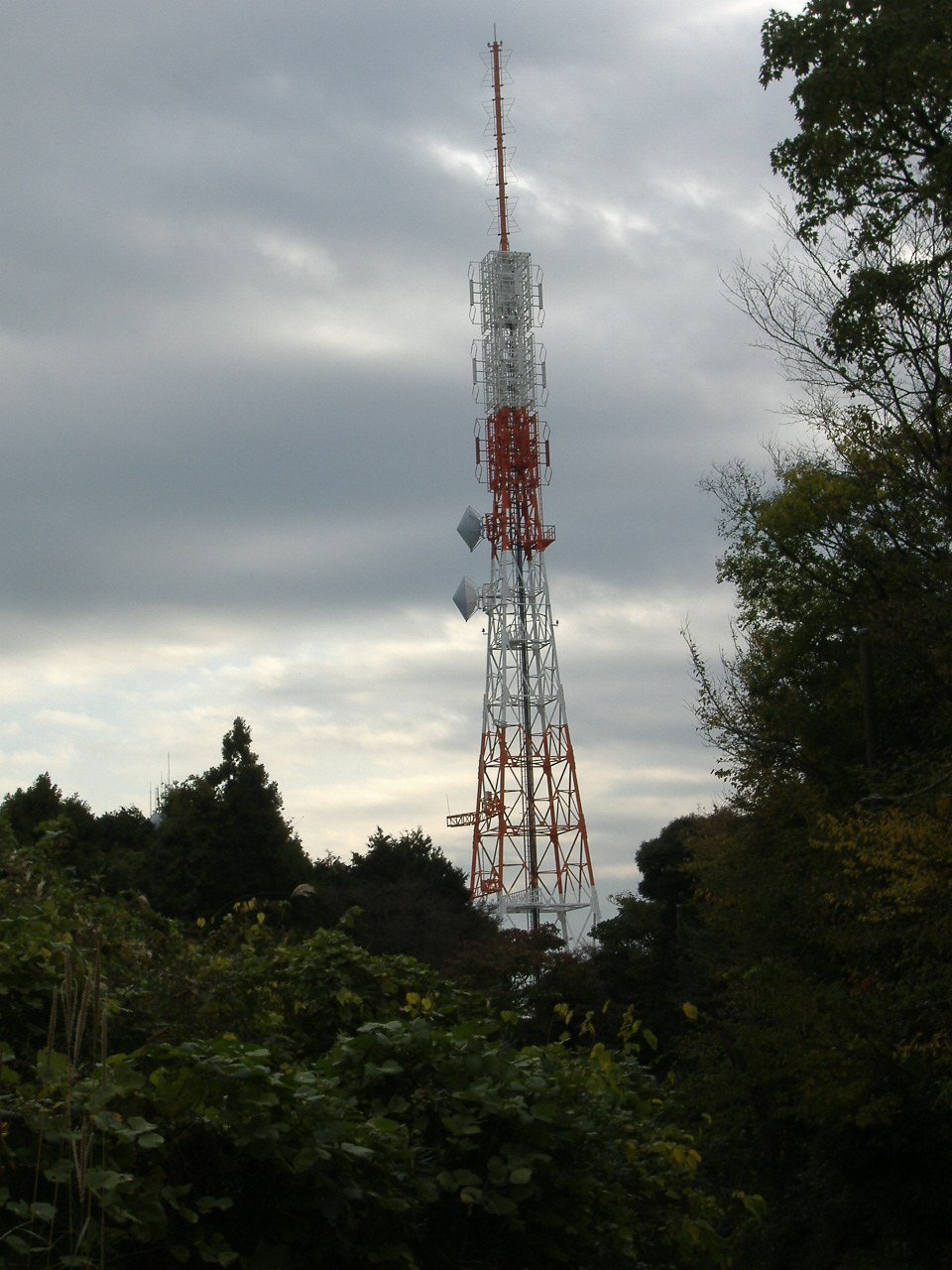
NHK円海山FM放送所

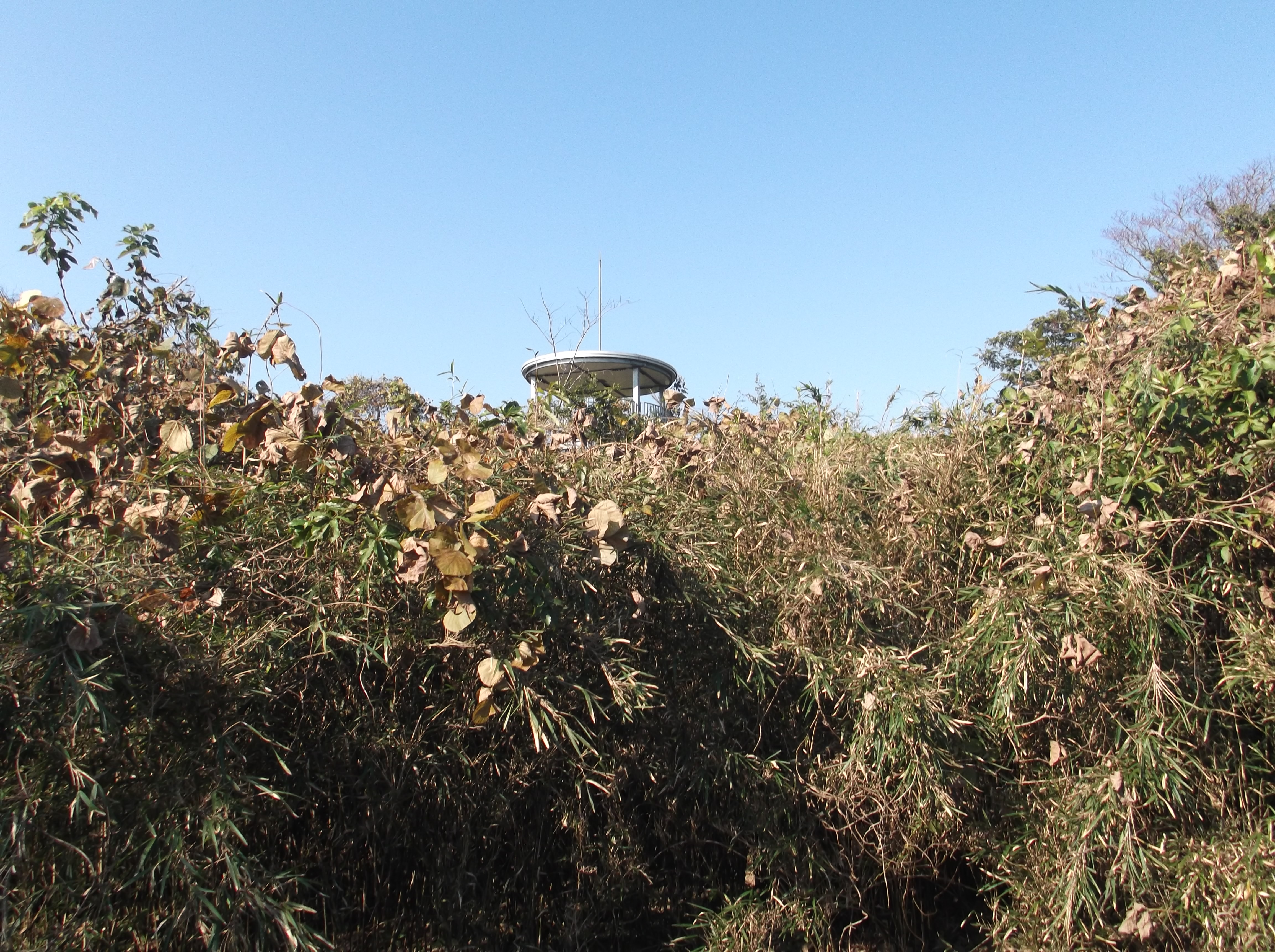
横浜市磯子区にある円海山の山頂にある展望台、柵の外から撮影

円海山（えんかいざん）は、神奈川県横浜市磯子区に位置する三浦丘陵の北端部の山。標高153.3メートル。長らく横浜市の最高地点とされてきたが、測量が進んだ結果、最高峰は大丸山（標高156.8メートル）、最高地点は大平山の尾根（標高159.4メートル）とされた。

## 概要
三浦丘陵の北端にある低山で、北側（横浜市中心部方向）が開けて眺望がよく、『新編武蔵風土記稿』にも「長野山 村内南方にあり土俗に圓海山と呼ぶ 郡中第一の高山にて眺望殊に類なし」と記されるなど、当時から十国見、八州見と称された。1752年（宝暦2年）に開山した圓海山清浄院護念寺が『峯の灸』（落語の強情灸にも登場する）で知られるようになると、長野山という名に代わってそのまま山の名として広まった。
周囲には瀬上・氷取沢・金沢の各市民の森があり、かながわの美林50選にも選ばれている。鎌倉市方面につながるハイキングコースもあって、横浜市民の手軽な行楽地として知られる。
山頂には三角点と展望台があるが、2000年頃から施錠閉鎖され、立ち入り禁止となっている。また、富士山の剣ヶ峯とほぼ同緯度にあたる。
山頂とその周辺には、複数の電波関連施設（NHK横浜放送局（FM放送）、FMヨコハマの送信所、国土交通省、海上保安庁、横浜市、NTTコミュニケーションズ、NTTドコモ、東京ガスの無線中継所）が置かれている。

## FM送信所
| 放送局名   | 周波数 （MHz） | コールサイン | 空中線電力 | 実効輻射電力 | 放送対象地域 | 放送区域 内世帯数 |
| ---------- | -------------- | ------------ | ---------- | ------------ | ------------ | ----------------- |
| NHK 横浜FM | 81.9           | JOGP-FM      | 5kW        | 19kW         | 神奈川県     | -                 |

- 送信所名は、NHK円海山[6]FM放送所である。
- 1970年（昭和45年）6月19日に開局。

### 予備送信所
2013年6月24日の放送開始から主送信所を大山山頂付近に移したため、大山から送信できなくなった場合の予備送信所に移行した。
| 放送局名                           | 周波数 （MHz） | コールサイン | 空中線電力 | 実効輻射電力 | 放送対象地域 | 放送区域 内世帯数 |
| ---------------------------------- | -------------- | ------------ | ---------- | ------------ | ------------ | ----------------- |
| YFM横浜エフエム放送 （FMヨコハマ） | 84.7           | JOTU-FM      | 5kW        | 19kW         | 神奈川県     | -                 |

- 1985年（昭和60年）12月20日に開局。

## 交通アクセス
- JR東日本根岸線 洋光台駅・港南台駅から徒歩。
- JR東日本根岸線 磯子駅、京急本線 杉田駅から横浜市営バス峰の郷行きで終点下車。
- 横浜横須賀道路 港南台ICより車で5分。

## 地元の歌の歌詞
- 校歌 - 当山周辺にある、下記の小中学校の校歌の歌詞に当山が含まれている。
  - 横浜市立洋光台第四小学校（磯子区）[9]
  - 横浜市立港南台第一小学校（港南区）[10]
  - 横浜市立港南台第一中学校（港南区）[11]
  - 横浜市立庄戸小学校（栄区）[12]
- 地元の盆踊りの曲「港南ひまわり音頭」の歌い出しが「円海山」になっている[13]。また、「洋光台音頭」の歌詞でも「南に円海、西に富士」として円海山に言及している。

## その他
- 当山の下には横浜横須賀道路「円海山トンネル」が通っている。